# Rajmata Vijayraje Scindia

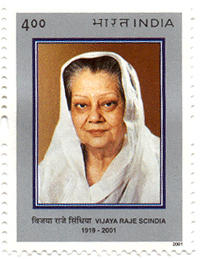
Vijaya Raje Scindia på ett indiskt frimärke 2001.

Vijayaraje Scindia, född som Lekha Divyeshwari i Sagar, nuvarande Madhya Pradesh 1919, död 2001, var en indisk politiker och partiveteran i Bharatiya Janata Party, rajmata i tidigare furstendömet Gwalior.
Vijayaraje Scindia växte upp hos sin morfar, en rana ("furste") i exil från Nepal. Hon studerade vid Vasantha College i Varanasi och Isabella Thoburn College i Lucknow innan hon 1941 gifte sig med Jiyajirao Scindia, maharajan i Gwalior, vilket gav henne själv titeln maharani. Efter makens bortgång 1960 gav sig Vijayaraje Scindia in i politiken. År 1962 invaldes hon som kongresspartist i Lok Sabha för valkretsen Guna, Madhya Pradesh. Fem år senare lämnade hon Kongresspartiet och anslöt sig istället till hindunationalistpartiet Bharatiya Jan Sangh. Sedan valdes Scindia till lagstiftande församlingen i Madhya Pradesh för valkretsen Kerera. 
Efter att 1971 åter ha blivit invald i Lok Sabha blev Scindia under Indira Gandhis undantagstillstånd 1975 insatt i Tiharfängelset i Delhi. 1978 blev hon första gången invald i Rajya Sabha och 1989 återvände hon till Lok Sabha, nu som vicepresident i Bharata Janata Party, och till Lok Sabha omvaldes hon 1991, 1996 samt 1998. Hälsan började svikta redan under valkampanjen 1998, och vid nyvalet 1999 pensionerade sig Vijayraje Scindia från aktiv politik. Hon var under många år högt uppsatt inom Vishwa Hindu Parishad.
Sonen Madhavrao Scindia var minister i en kongressregering.